# Ponta Delgada
Ponta Delgada je největší a hlavní město portugalského souostroví Azory. Nachází se na jihozápadním pobřeží ostrova São Miguel. Žije zde téměř 70 tisíc lidí.

## Historie
Po mnoho let byla administrativním centrem ostrova i nejlidnatějším městem Vila Franca do Campo. Postavení obou měst ale změnilo ničivé zemětřesení, k němuž došlo dne 20. října 1522. Vila Franca zůstala pod troskami a zahynulo zde asi pět tisíc lidí. Začal tak rychlý rozvoj Ponta Delgady, v dubnu 1546 jí portugalský král Jan III. udělil statut města. Sídlem parlamentu ale stále je město Horta na ostrově Faial, kde byl parlament ustanoven.
V červenci 1582 se při březích města odehrála námořní bitva u Ponta Delgady, kde v boji o kontrolu nad Azory zvítězili Španělé.